# Sverige i olympiska vinterspelen 1968
Sverige i olympiska vinterspelen 1968.

## Svenska medaljörer

### Skidor, nordiska grenar

#### Herrar
- 15 km
  - Gunnar Larsson, brons

- 4 x 10 km
  - Jan Halvarsson, Bjarne Andersson, Gunnar Larsson och Assar Rönnlund, silver

#### Damer
- 5 km
  - Toini Gustafsson, guld

- 10 km
  - Toini Gustafsson, guld

- 3x5 km
  - Britt Strandberg, Toini Gustafsson och Barbro Martinsson, silver

### Skidskytte
- 4 x 7,5 km
  - Lars-Göran Arwidson, Tore Eriksson, Olle Petrusson och Holmfrid Olsson, brons

### Skridskolöpning
- 10 000 meter
  - Johnny Höglin, guld
  - Örjan Sandler, brons